# 7 أرطال (فلم)
7 أرطال فيلم سينمائي درامي أمريكي ناطق باللغة الإنجليزية تم عرضه للمرة الأولى في 19 ديسمبر 2008. أخرج الفيلم غابرييل موكينو وأنتجه سكوت رودين، جاسون بلومينتال، جيمس لاسيتر، ويل سميث، وستيف تيستش وكتبه غرانت نيبورت وتم توزيعه عن طريق شركة أفلام كولومبيا. تم تصوير مشاهد الفيلم في لوس أنجلوس، باسادينا، وماليبو. بلغت ميزانية الفيلم 55 مليون دولار بينما بلغ الدخل 168 مليون دولار. تبلغ مدة الفيلم 123 دقيقة.

## البطولة
- ويل سميث في دور تيم توماس متقمص شخصية بين توماس.
- مايكل يالي في دور بين توماس شقيق تيم توماس.
- باري بيبر في دور دان صديق تيم ومنفذ الوصية.
- روزاريو دوسن في دور إيميلي بوزا صاحبة مشروع بطاقات التهنئة وحبيبة تيم.
- وودي هارلسون في دور عزرا تورنر الأعمى الذي يعزف بالبيانو.
- إيلبيديا كاريلو في دور كوني تيبوس المرأة التي تعاني من عنف حبيبها.
- جوديان إيلدر في دور هولي موظفة خدمات الأطفال.
- بيل سميتروفيتش في دور جورج مدرب فريق الهوكي للناشئين.
- كوينتين كيلي في دور نيكولاس الطفل.
- روبين لي في دور سارة جينسون خطيبة تيم.

## القصة
قبل سنتين يتسبب تيم توماس في حادث بسيارته يسفر عنه وفاة خطيبته سارة جينسون و6 أشخاص مجهولين. تيم يقرر التكفير عن خطئه بإنقاذ حياة 7 أشخاص. يقرر تيم التبرع برئته لأخيه بين الموظف في مصلحة الضرائب. بعد 6 أشهر يقرر التبرع بجزء من كبده لصالح موظفة خدمات الأطفال هولي. بعد ذلك بدأ في البحث عن أشخاص محتاجين بالفعل للتبرع بأعضائه. أخيرا وجد جورج مدرب فريق الهوكي للناشئين الذي يتبرع له بكليته ثم يتبرع بنخاعه الشوكي لصالح الطفل نيكولاس.
قبل وفاته بأسبوعين يتصل بهولي من أجل سؤالها حول من يستحق المساعدة وتقترح عليه هولي مساعدة كوني تيبوس التي تعيش في منزل مع طفلين وحبيبها الذي يسيء معاملتها ويضربها باستمرار وفي آخر مرة كسر لها 3 أضلع قبل نحو شهر. يذهب تيم لمقابلتها عارضا على كوني مساعدتها إلا أنها تنكر أنها تتعرض لسوء معاملة بسبب خوفها من بطش حبيبها بها لو علم بهذا الأمر. يقرر تيم الرحيل عن منزله والإقامة في نزل بالإيجار ومعه حوض سمك وقنديل البحر. بعد إقامته في النزل بليلة واحدة تهاتفه كوني من أجل مساعدتها بعدما ضربها بشكل موجع في الوجه. يقرر تيم إعطائها مفتاح منزل الشاطئ وعقد نقل الملكية لصالحها.
وكان تيم قد سرق هوية بين كموظف في مصلحة الضرائب وبدأ في تعريف نفسه للناس بهويته الجديدة وهي بين توماس موظف مصلحة الضرائب. بقي شخصان لكي يساعدها تيم وعند فحص الأوراق التي لديه يجد ملف عزرا تورنر بائع اللحوم عبر الهاتف الأعمى والذي يعزف البيانو. تيم يتصل بعزرا أثناء العمل ويستفزه كثيرا بالكلام من أجل معرفة ما إذا كان سريع الغضب ولكن عزرا يبقى هادئا طوال المكالمة وبالتالي يقرر تيم بأن عزرا يستحق المساعدة. ثم يتصل بإيميلي بوزا التي لديها مشروعها الخاص بتصميم وطباعة بطاقات الدعوة والتهنئة ولكنها تعاني من ضعف في عضلة القلب مع ندرة الدم الذي تحتاجه. يقضي معها الكثير من الوقت بالاهتمام بكلبها، جز عشب حديقتها، وإصلاح مطبعتها. يبدأ تيم في الوقوع في حب إيميلي ويقرر أن حالتها تستحق المساعدة.
يتعقب بين أخيه تيم حتى منزل إيميلي ويطالبه بإرجاع هويته. يغادر تيم منزل إيميلي متوجها إلى النزل حيث يملأ حوض الاستحمام بالثلج من أجل تجميد أعضائه ثم يجلس في الحوض ويضع قنديل البحر من أجل أن يعضه ويقتله. صديقه دان يقوم حسب وصية تيم بتنفيذ الوصية بتبرعه بقلبه وعينيه لصالح إيميلي وعزرا. بعد ذلك يتقابل عزرا وإيميلي في حفل موسيقي يحيية الأول.

## سبب التسمية
قال ويل سميث أن تسمية الفيلم جاءت من مسرحية ويليام شكسبير تاجر البندقية حيث كان يتوجب على بطل المسرحية دفع رطل من لحم جسمه. وبالتالي فإن بطل الفيلم تيم توماس يقرر التكفير عن تسببه في وفاة 7 أشخاص بالتبرع من جسمه لصالح 7 أشخاص.